# Président de la République algérienne démocratique et populaire
Le président de la République algérienne démocratique et populaire est le chef d'État en Algérie, exerçant les plus hautes fonctions du pouvoir exécutif.
Le président de la République est élu par une élection présidentielle au suffrage universel direct. Il s'agit de la fonction politique la plus importante en Algérie, par l'ordre protocolaire, mais aussi par incarnation de l'autorité de l'État. Le président est le chef de l'État en Algérie et le Chef Suprême des Forces armées algériennes.
Depuis le 19 décembre 2019, le président de la République est Abdelmadjid Tebboune.

## Histoire
Le programme de Tripoli, qui a servi de Constitution à l'Algérie après son indépendance en 1962, a créé la fonction de Président comme chef d'État, ainsi que celle de chef du gouvernement comme responsable de la coordination du gouvernement. Une nouvelle constitution est adoptée en 1963. Cette dernière a aboli la fonction de chef du gouvernement et confié l'ensemble du pouvoir exécutif au Président. Durant les quatre premières décennies de son indépendance, l'Algérie a été un régime à parti unique sous l'égide du Front de libération nationale (FLN). La présidence a été alors systématiquement confiée à des membres du FLN : Ahmed Ben Bella, Houari Boumedienne et Chadli Bendjedid.
La Constitution de 1976 a maintenu la présidence et lui a donné la possibilité de nommer un Premier ministre, tout en laissant facultative cette nomination. Avec la révision constitutionnelle de 1979, la nomination d'un Premier ministre devient obligatoire. Ce dernier, conformément à l'article 113 de la Constitution révisée « l'assiste [le président] dans la coordination de l'activité gouvernementale et la mise en œuvre des décisions prises en Conseil des ministres » et « exerce ses attributions dans le cadre des pouvoirs qui lui sont délégués par le président de la République ». La révision constitutionnelle de 1988 remplace la fonction de Premier ministre par celle de chef du gouvernement, qui devient le véritable détenteur du pouvoir exécutif et devient responsable devant l'Assemblée populaire nationale. Les prérogatives du Président sont alors largement réduites.
Vers la fin des années 1980, le système politique algérien se libéralise brusquement avec la fin de l’hégémonie du parti unique FLN qui dominait la vie publique depuis 1962. Toutefois, lorsque le Front islamique du salut (FIS) a remporté les élections législatives en 1991, les janviéristes forcent le président Chadli Bendjedid à dissoudre le parlement et à démissionner le 11 janvier 1992. L'armée se déploie dans les rues d'Alger et le gouvernement de Mouloud Hamrouche démissionne à son tour. Il est remplacé par un Haut Comité d'État, composé de cinq membres. Le Conseil nomme un président, Mohamed Boudiaf, ancien héros de la guerre d'indépendance. Il est chargé de gérer la période transitoire de trois ans devant mener à de nouvelles élections. Cependant Boudiaf est assassiné six mois plus tard et remplacé par Ali Kafi. Le pays sombre dans une guerre civile atroce, opposant l'armée et les groupes armés islamiques. Kafi est remplacé en 1994 par Liamine Zéroual, qui appelle à l’organisation d'une élection présidentielle en 1995, qu'il remporte avec plus de 60 % des voix. Cette élection n'apporte cependant ni la paix ni la sécurité qu'espérait le peuple algérien qui connait les premiers massacres de masse de la guerre civile. L'échec des négociations avec le FIS oblige Zéroual à démissionner quatre ans plus tard et à organiser une nouvelle élection présidentielle en 1999. La guérilla islamiste se réduit progressivement à partir de cette date.
Abdelaziz Bouteflika gagne l'élection de 1999 après l’abandon de l'ensemble des autres candidats. Il remporte l'élection présidentielle algérienne de 2004 et celle de 2009, relativement incontestée, son mandat se terminant en 2014. Le président sortant Bouteflika est réélu pour un quatrième mandat en avril 2014.
Des manifestations ont lieu en Algérie, le 16 février 2019 pour protester dans un premier temps contre la candidature d'Abdelaziz Bouteflika à un cinquième mandat présidentiel, puis contre son projet de se maintenir au pouvoir à l'issue de son quatrième mandat. D'une ampleur inédite depuis des décennies, ces manifestations conduisent Abdelaziz Bouteflika à démissionner le 2 avril 2019, après la défection de l'armée.

### Liste

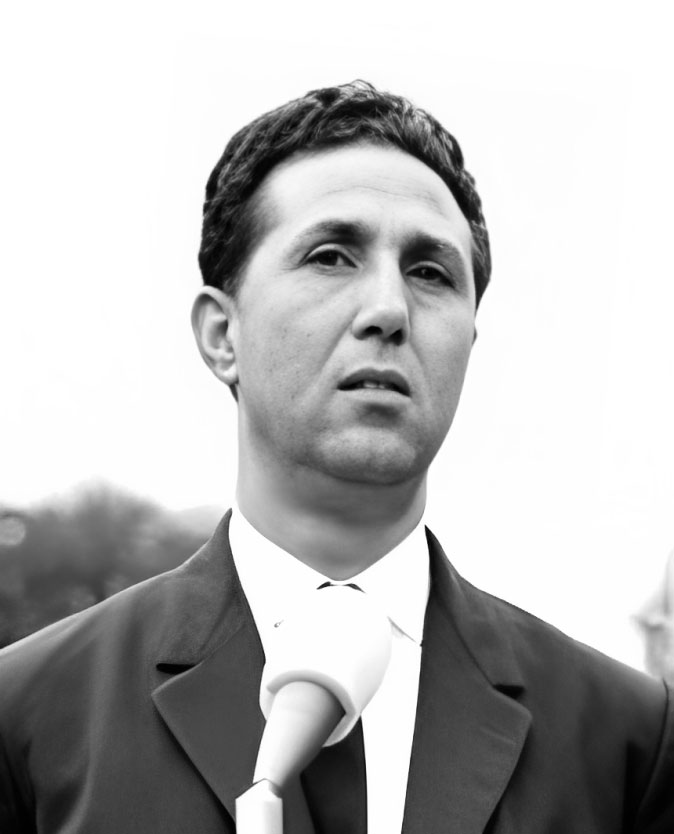
Ahmed Ben Bella (1963-1965)
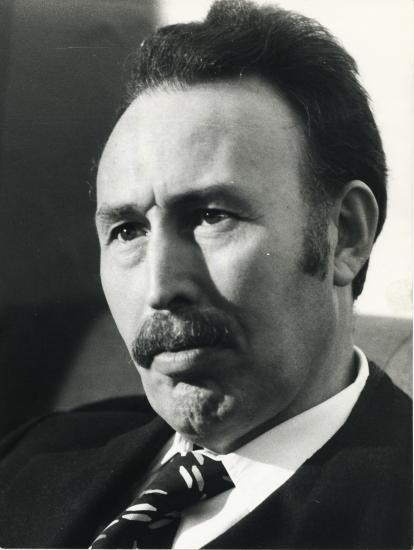
Houari Boumédiène (1965-1978)
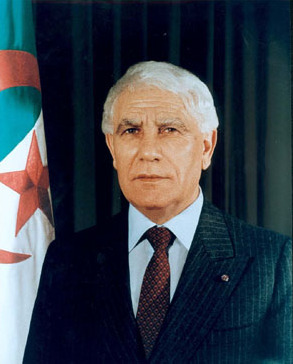
Chadli Bendjedid (1979-1992)
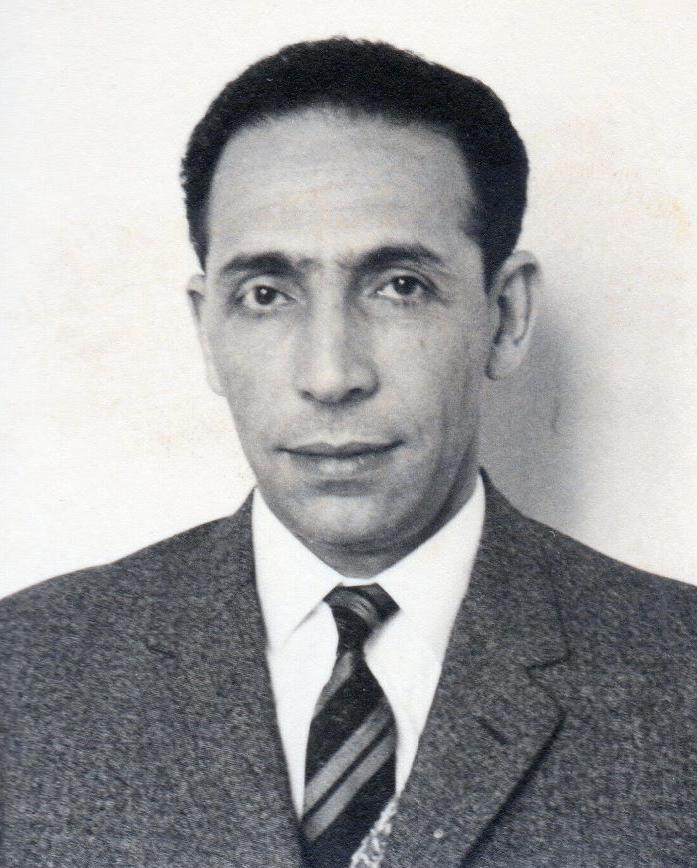
Mohamed Boudiaf (1992)
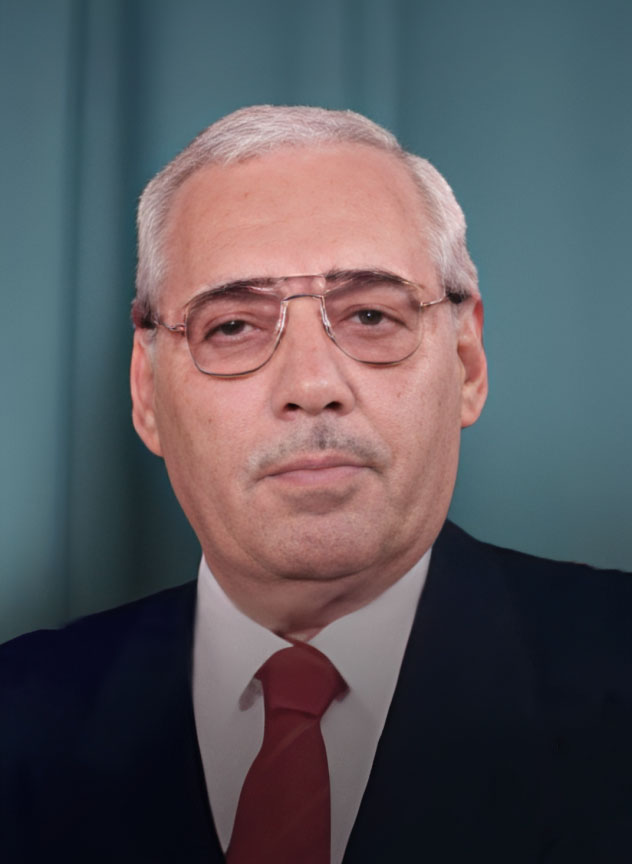
Ali Kafi (1992-1994)
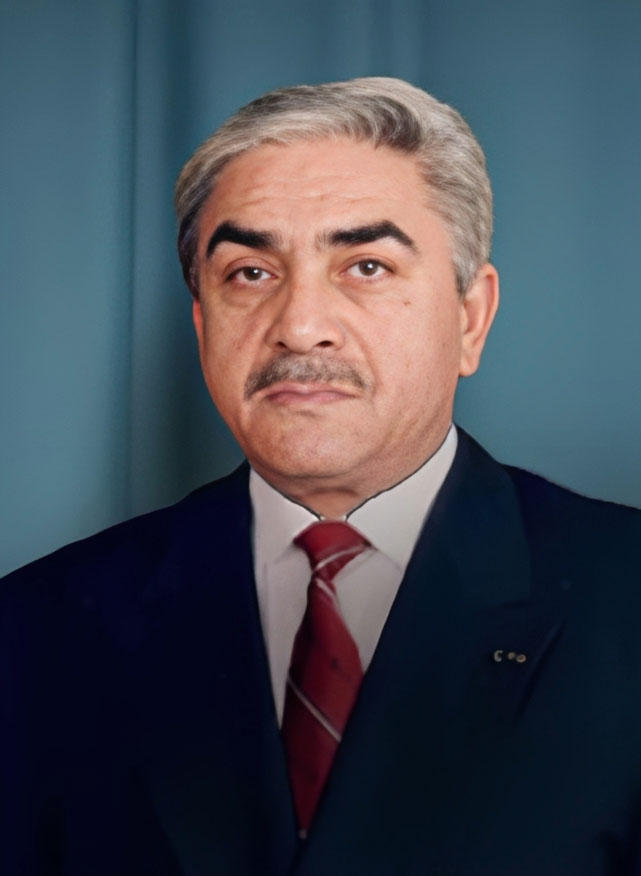
Liamine Zéroual (1994-1999)
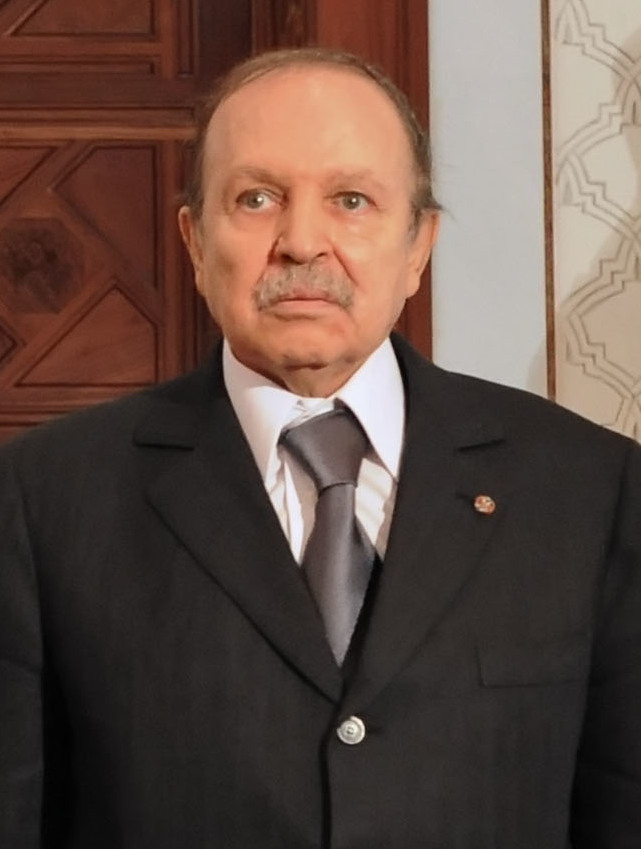
Abdelaziz Bouteflika (1999-2019)
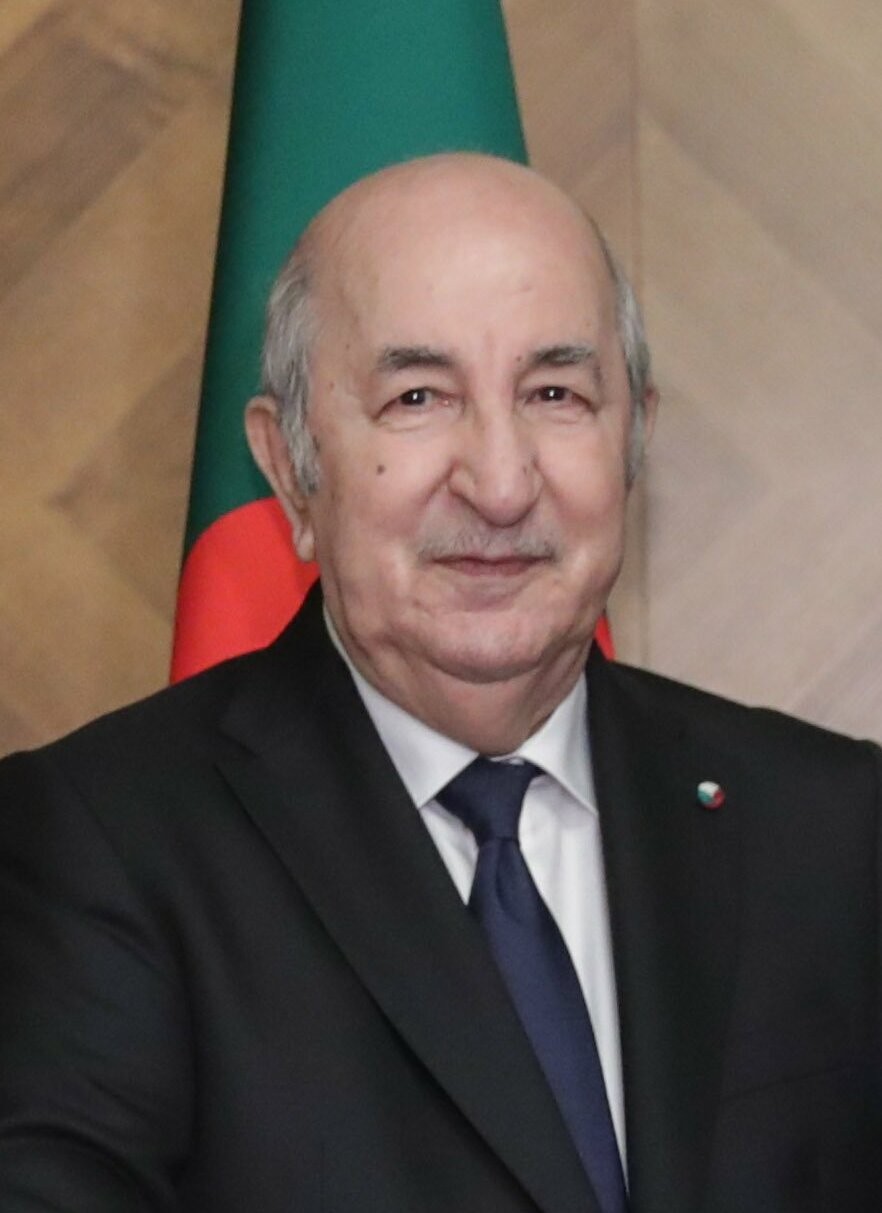
Abdelmadjid Tebboune (depuis 2019)

## Pouvoirs
Le président de la République est le chef de l'État, élu au suffrage universel, direct et secret pour un mandat de cinq ans renouvelable une fois.
Le président est le chef du Haut conseil de sécurité.
Il est également le chef suprême des Forces armées, il est responsable de la défense nationale (ne pas confondre avec le ministre de la Défense nationale), il arrête et conduit la politique extérieure de la Nation, il préside le Conseil des ministres, il nomme le Premier ministre et peut également mettre fin à ses fonctions, il signe les décrets présidentiels, il dispose du droit de grâce, du droit de remise ou de commutation de peine. Il peut également organiser des référendums, décerner des décorations et conclure et ratifier des traités internationaux.
Le président nomme, notamment :
1. le président du Conseil d'État
2. le secrétaire général du gouvernement
3. le gouverneur de la Banque d'Algérie
4. les magistrats
5. les responsables des organes de sécurité
6. les walis.

## Système électoral
Le président de la République est élu au suffrage universel direct uninominal majoritaire à deux tours pour un mandat de cinq ans renouvelable une seule fois. Si aucun candidat ne remporte la majorité absolue des suffrages exprimés au premier tour, un second est organisé entre les deux candidats arrivés en tête quinze jours après la proclamation des résultats du premier par la Cour constitutionnelle. Le candidat recueillant le plus de suffrages au second tour est élu.
L'Autorité nationale indépendante des élections (ANIE) est chargée de la gestion des élections présidentielles.

### Conditions d'éligibilité
Le candidat à la présidentielle doit remplir les conditions suivantes :
- avoir la nationalité algérienne de naissance, né de père et de mère eux- mêmes de nationalité algérienne de naissance, et n'avoir jamais obtenu une autre nationalité ;
- attester de la nationalité algérienne d’origine du conjoint ;
- être de confession musulmane ;
- avoir quarante ans révolus au jour du scrutin ;
- jouir de la plénitude de ses droits civils et politiques ;
- justifier d’une résidence permanente exclusive en Algérie durant un minimum de dix années précédant le dépôt de la candidature ;
- justifier la participation à la révolution du 1er novembre 1954 pour les candidats nés avant juillet 1942 ;
- justifier de la non implication des parents du candidat né après juillet 1942, dans des actes hostiles à la révolution du 1er novembre 1954 ;
- produire la déclaration publique du patrimoine mobilier et immobilier, tant à l’intérieur qu’à l'extérieur de l’Algérie.

## Nombre et durée des mandats
De 1976 à 1979, le président de la République est élu pour un mandat de six ans, renouvelable. De 1963 à 1965 et depuis 1979, le mandat est de cinq ans.
Une limitation à deux mandats est introduite en 1996. Le 12 novembre 2008, le président Abdelaziz Bouteflika appelle les deux chambres du parlement pour réviser la constitution et se prononcer sur la suppression de la limitation du nombre de mandats présidentiels, les deux chambres (à majorité : Front de libération nationale (FLN), Rassemblement national démocratique (RND) et Mouvement de la société pour la paix (MSP)) autorisent cette modification de la Constitution.
La révision constitutionnelle de 2016 rétablit cette limite. Celle ci interdit un troisième mandat, qu'il soit consécutif ou non aux deux premiers. Tout mandat entamé est par ailleurs pris en compte, même s'il n'est pas mené à son terme.